# Yopará
Yopará oder Jopara ist eine Mischsprache aus Guaraní und Spanisch, die vor allem in Paraguay gesprochen wird. Sie gehört der Gruppe der Äquatorialen Sprachen und der Sub-Gruppe Tupí-Guaraní an.
Das Wort Yopará bedeutet „Gemischtes“ oder „Mischung“ (auch von Farben). Während die Strukturen des Yopará weitgehend der spanischen Sprache entnommen werden, entstammen viele Vokabeln der Alltagssprache dem Guaraní, nicht jedoch Begriffe für die moderne Technik. Einige grammatische Elemente werden auch aus dem Guaraní übernommen wie z. B. Evidenzmarker. So entsteht nach Meinung einiger Experten wie Bartomeu Melià ein linguistisches Kontinuum mit mehr oder weniger großen Anteilen der beiden Sprachen, während andere Yopará für ein Kreolsprache halten. Gegen letztere Annahme spricht, dass die Yopará-Sprecher oft übergangslos von einem Code in den anderen fallen. Demnach wäre Yopará wie die sogenannte media lengua in Ecuador oder das Portuñol an der Grenze zwischen Brasilien und Paraguay ein Beispiel für lange nicht für möglich gehaltene Sprachverschränkungen. Zugleich ist die schicht-, bildungs- und situationsabhängige Verwendung beider Sprachen ein Merkmal von Diglossie. Während für Alltagsthemen oft Yopará genutzt wird, wird Spanisch (Castellano) zur Verständigung über abstraktere Themen oder bei Reisen ins Ausland gebraucht.
Sprachbeispiel: Eñetranquilizán (eñe = Guaraní, 2. Person Singular Anrede; tranquilizar = span. „beruhigen“; na = Guaraní „bitte“ => „Bitte beruhige dich“)
In der paraguayischen Literatur gibt es viele Beispiele für den Gebrauch von Yopará, z. B. die Gedichte und Lieder von Emiliano R. Fernández (1894–1949).

## Abgrenzung
Im Unterschied zum Yopará wird das Jehe'a als ein genuin paraguayischer Guaranídialekt angesehen, da es diesem in phonetischer, morphologischer und syntaktischer Hinsicht sehr ähnlich ist, jedoch spanische Vokabeln beinhaltet.

## Weitere Bedeutung
Nach paraguayischer Tradition wird der Begriff Yopará nicht nur für Sprache gebraucht, sondern auch für „gemischte“ Nahrungsmittel und Gerichte. Yopará bezeichnet zum Beispiel ein traditionelles paraguayisches Gericht, das laut dem Volksmund wegen seiner blähenden Wirkung, das Blut „reinigt“. Es handelt sich um einen Eintopf, der aus weißem Mais (locro oder locrillo, wenn Bruch verwendet wird), Straucherbsen (poroto, Cajanus cajan (L.) Millsp.), verschiedenen Gemüsen und Fleisch hergestellt wird.
Carrulim ist ein alkoholisches Mischgetränk (deswegen auch als Yopará bezeichnet), dessen Name sich aus den Anfangsbuchstaben der Zutaten ergibt: caña (Rum), ruda (welcher im Volksmund übersinnliche Kräfte, wohl wegen des starken Geruchs zugewiesen wird), das hinter der Tür, auf dem Hausaltar, aufbewahrt wird, weil es angeblich das Böse aus den Häusern vertreibt und limón (Limone). Typischerweise wird es am 1. August getrunken, da dieser den kältesten Monat einläutet und viele Erkrankungen mit sich bringt.